# Rachel Zegler

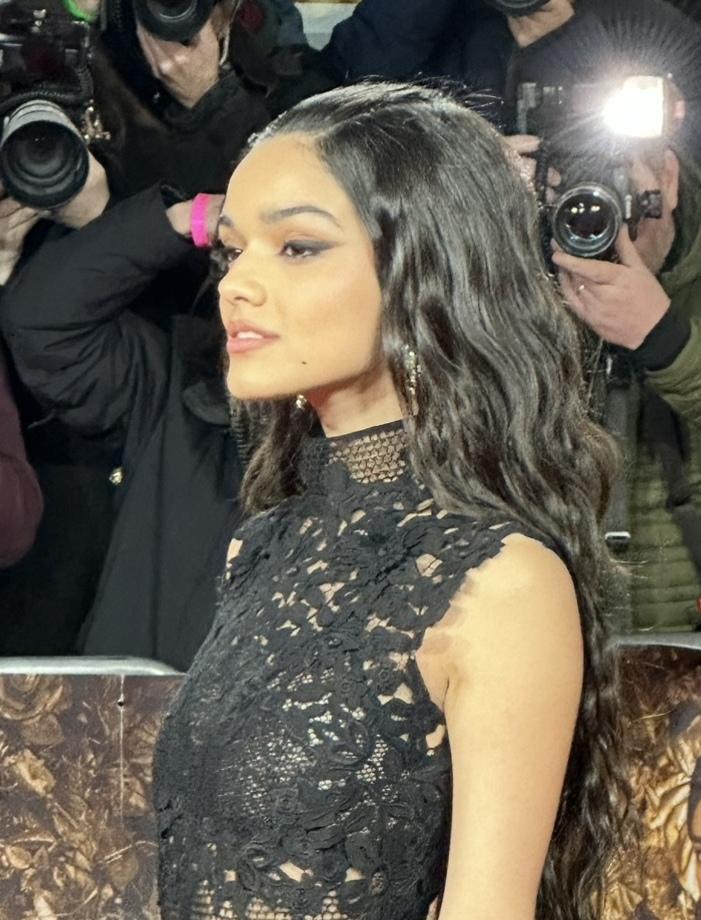
Rachel Zegler (2023)

Rachel Anne Zegler (* 3. Mai 2001 in Hackensack, New Jersey) ist eine US-amerikanische Webvideoproduzentin, Sängerin und Schauspielerin.

## Leben
Zegler wurde als Tochter einer kolumbianischen Mutter und eines US-amerikanischen Vaters polnischer Herkunft in New Jersey geboren. Dort wuchs sie in der Stadt Clifton auf. Sie besuchte die Immaculate Conception High School in Lodi, auf welcher sie schon früh in Musical-Inszenierungen auftrat.
Seit Februar 2021 ist Zegler mit dem Schauspieler Josh Andrés Rivera liiert, den sie am Set von West Side Story kennengelernt hat.

## Karriere

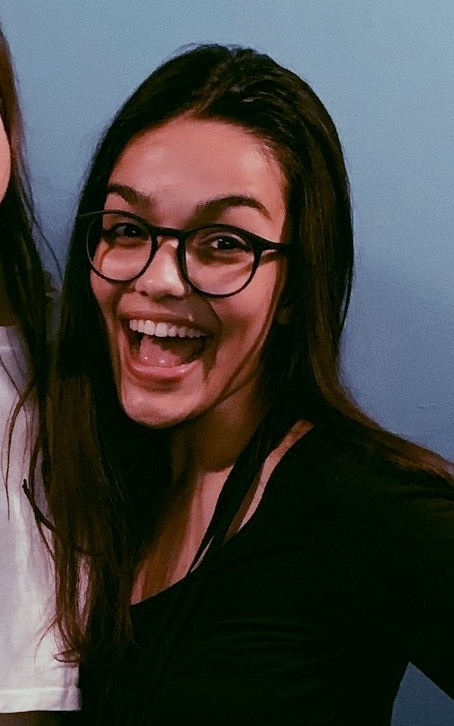
Rachel Zegler (2019)

Anfang 2019 wurde Zegler aus über 30.000 Bewerberinnen für die Rolle der María in Steven Spielbergs Musicalfilm West Side Story ausgewählt, der im Dezember 2021 veröffentlicht wurde. Für ihre Leistung wurde sie u. a. bei den Golden Globe Awards 2022 als Beste Hauptdarstellerin ausgezeichnet. 2023 war sie im Superheldenfilm Shazam! Fury of the Gods in der Rolle der Anthea, einer der Hesperiden, zu sehen. Außerdem spielte Zegler die weibliche Hauptrolle der Lucy Gray Baird in der Verfilmung des Romans Die Tribute von Panem X – Das Lied von Vogel und Schlange von Suzanne Collins, welcher im selben Jahr in die Kinos kam. Für ihre Darstellung wurde sie bei den People’s Choice Awards 2024 als Beste Darstellerin in einem Actionfilm ausgezeichnet und war auch in der Kategorie Beste Darstellerin nominiert. Ebenfalls war Zegler bei der Saturn-Award-Verleihung 2025 als Beste Nachwuchsdarstellerin nominiert.
Im Dezember 2024 wurde die Horrorkomödie Y2K veröffentlicht, in welcher sie die Hauptrolle der Hackerin Laura übernahm. Im März 2025 kam die Disney-Live-Action-Verfilmung von Schneewittchen mit Zegler in der titelgebenden Hauptrolle in die Kinos. Während der Film gemischte Kritiken erhielt, wurde Zeglers Performance sehr gelobt.
Im September 2024 gab Zegler ihr Broadway-Debüt als Juliet in dem Musical Romeo & Juliet. Die Vorstellungen mit ihr fanden bis Mitte Februar 2025 statt. Anschließend wechselte sie an den Londoner West End. Von Juni bis September 2025 ist Zegler als Eva in Andrew Lloyd Webbers Evita zu sehen. Die Kritiken waren äußerst positiv, wobei vor allem Zeglers Leistung gelobt wurde.
Seit 2015 veröffentlicht sie eigene Musikstücke und Coversongs über ihren YouTube-Kanal, der über 300.000 Abonnenten hat (Stand: Dezember 2024).
Rachel Zegler wurde für die deutsche Sprache am häufigsten von Daniela Molina synchronisiert. In Die Tribute von Panem – The Ballad of Songbirds and Snakes wurde sie von Samina König und in Schneewittchen von Sophia Riedl gesprochen.

## Filmografie (Auswahl)
- 2021: West Side Story
- 2023: Shazam! Fury of the Gods
- 2023: Die Tribute von Panem – The Ballad of Songbirds and Snakes (The Hunger Games: The Ballad of Songbirds and Snakes)
- 2024: Y2K
- 2024: Spellbound (Stimme)
- 2025: Schneewittchen (Snow White)

## Auszeichnungen
- 2021: National Board of Review Award für West Side Story (Beste Hauptdarstellerin)
- 2022: Golden Globe Award für West Side Story (Beste Hauptdarstellerin – Musicalfilm oder Komödie)
- 2024: People’s Choice Award für Die Tribute von Panem – The Ballad of Songbirds and Snakes(Beste Darstellerin in einem Actionfilm)